# مهمانی تازه آغاز شده است
مهمانی تازه آغاز شده است (به انگلیسی: The Party's Just Beginning)، یک فیلم اسکاتلندی در ژانر کمدی-درام به نویسندگی و کارگردانی کارن گیلان است که در سال ۲۰۱۸ منتشر شد. این نخستین تجربه کارگردانی گیلان در زمینه فیلم بلند است که خود او نقش اصلی آن را برعهده دارد. لی پیس، متیو بیرد و شیوان ردموند دیگر بازیگران فیلم هستند. داستان فیلم دربارهٔ زن جوانی به نام لیوسید است که به تنهایی در اینورنس زندگی می‌کند. او که بعد از خودکشی دلخراش بهترین دوستش به سکس تفننی با غریبه‌ها و مست کردن‌های مقطعی به عنوان راهبردهای مقابله‌ای پناه برده به دنبال بهانه‌ای برای بازگشت به روند زندگی عادی خود است.
مهمانی تازه آغاز شده است برای نخستین‌بار در جشنواره فیلم گلاسگو رونمایی شد. فیلم بازخورد نسبتاً مثبت منتقدان را به همراه داشت که عملکرد گیلان و شجاعت او در پرداختن به موضوعات جدی را تحسین کردند.